# Zimna Woda (dopływ Leska)
Zimna Woda (Zimna, niem. Kaltes Floss) – potok, prawy dopływ Leska o długości 4,55 km.
Potok płynie, w województwie dolnośląskim, w Sudetach Środkowych. Odwadnia masyw Krąglaka w zachodniej części Gór Wałbrzyskich. Jego źródła znajdują się na wysokości ok. 550–560 m n.p.m., na wschód od szczytu Krąglaka, poniżej bocznego grzbietu, odchodzącego od niego ku wschodowi. Płynie w kierunku południowym i południowo-zachodnim, głęboką, zalesioną doliną. Wypływa do Obniżenia Leska, płynie przez Sędzisław i w dolnej części wsi wpada do Leska, tuż przed jego ujściem do Bobru.
Zimna Woda płynie po osadach dolnokarbońskich w facji kulmu – zlepieńcach, piaskowcach i łupkach ilastych, tworzących północne skrzydło niecki śródsudeckiej. W Obniżeniu Leska starsze utwory przykryte są miąższymi osadami kenozoicznymi, głównie plejstoceńskimi żwirami.
W górnej, źródliskowej części doliny Zimnej Wody, biegnie zielony szlak turystyczny z Marciszowa przez Krąglak na Trójgarb.